# Molbergen
Molbergen község Németországban, Alsó-Szászországban, a Cloppenburgi járásban. Lakosainak száma 9567 fő (2023. december 31.).

## Földrajza
Molbergen Lastrup és Lindern községekkel határos.